# オスカー・チャールストン
オスカー・チャールストン（Oscar McKinley Charleston、 1896年10月14日 - 1954年10月5日）は、1910～1950年代にかけてアメリカ合衆国のニグロリーグで活躍していた野球選手。現役時代の主なポジションは中堅手。インディアナ州インディアナポリス生まれ。左投げ左打ち。走・攻・守に優れたニグロリーグのスター選手で、選手・監督として約40年の間ニグロリーグに関わっていた。

## 来歴・人物
チャールストンは1910年に14歳もしくは15歳でアメリカ陸軍に加わり、フィリピンに派兵された際に野球を始めたという。故郷インディアナポリスに戻った1915年に地元の野球チームに外野手として加わる。彼は持ち前の足の速さを生かし、当時活躍していたトリス・スピーカーばりの極端な前進守備をしいていた。1916年、シカゴ・アメリカン・ジャイアンツとのブラック・ワールドシリーズに出場し、所属していたABC'sをシリーズ制覇に導く活躍をした。当時は優れた走力に加え、攻撃性をむき出しにした走塁スタイルと、短気な性格があいまって、チャールストンのプレーを見た人の多くは、彼をタイ・カッブと比較したという。
その後何チームかを渡り歩いた後、1920年にニグロ・ナショナル・リーグが創設された際、チャールストンはリーグを統率していたルーブ・フォスターの戦力均衡策に従って、シカゴを離れインディアナポリスに復帰する。1921年にはセントルイスに所属し、50試合で79安打、三塁打10、14本塁打、28盗塁、打率.426と、5つの部門でリーグ最高の成績を上げた。1924年、1925年はイースタン・カラード・リーグのハリスバーグの監督兼任選手を勤め、1925年には打率.445でリーグ首位打者となり、チームをリーグ2位まで押し上げた。
1930年にはスモーキー・ジョー・ウィリアムズ、ジュディ・ジョンソン、ジョシュ・ギブソンらが所属するホームステッド・グレイズの一員となるが、1932年にチーム所有者の意向で、チャールストンはピッツバーグ・クロフォーズに移籍させられることになった。ピッツバーグには1938年まで在籍し、1933年～1935年にはニグロリーグの東西オールスター戦に3年連続で出場、また監督としても1935年にクロフォーズをニグロ・ナショナル・リーグ制覇に導いている。
1940年代以降は主にフィラデルフィア・スターズの監督として過ごしたが、その傍らで、1945年にブランチ・リッキーが整備したマイナーリーグのスカウトとしても働いていた。1954年10月に、インディアナポリス・クラウンズの監督在任中に脳卒中で倒れ死去。1976年にニグロリーグ特別委員会によりアメリカ野球殿堂入り。

## 記録・表彰等
- ニグロリーグでの通算打率：.353
- メジャーリーグとの交流試合成績：53試合、打率.318、11本塁打
- メジャーリーグベースボール・オールセンチュリー・チームにノミネート（1999年）